# Parafia św. Pio z Pietrelciny w Lublinie
Parafia Świętego Pio z Pietrelciny w Lublinie – parafia rzymskokatolicka w Lublinie, należąca do archidiecezji lubelskiej i Dekanatu Lublin – Wschód. Została erygowana 1 grudnia 1999. 

## Zasięg parafii
Obejmuje ulice: Bluszczowa, Dębowa, Dłotlice, Do Dysa, Dożynkowa, Goździkowa, Jałowcowa, Konwaliowa, Kosynierów, Malwowa, Narcyzowa, Nasturcjowa, Nasutowska, Orzechowa, Rumiankowa, Spółdzielczości Pracy, Torowa, Ziemiańska. 
Kościół parafialny wybudowany w latach 1985–1993 mieści się w dawnej części miejscowości Rudnik, przyłączonej do Lublina, w sąsiedztwie ul. Orzechowej.